# Cremastus prolixus
Cremastus prolixus là một loài tò vò trong họ Ichneumonidae.